# Lista de prefeitos de Cabo Frio
Esta é a lista de prefeitos da cidade de Cabo Frio, estado brasileiro do Rio de Janeiro, a qual compreende todas as pessoas que tomaram posse definitiva da chefia do executivo municipal cabofriense e exerceram o cargo como prefeitos titulares, além de prefeitos eleitos cuja posse foi em algum momento prevista pela legislação vigente. Prefeitos em exercício que substituíram temporariamente o titular não são considerados para a numeração mas estão citados em notas, quando aplicável.
O prefeito atual é Dr. Serginho, eleito em sufrágio universal e atualmente filiado ao Partido Liberal (PL).
O cargo de prefeito no Brasil, foi criado em 11 de abril de 1835, pela assembleia provincial paulista, em reação aos amplos poderes conferidos pelo Código de Processo Criminal de 1832 às câmaras municipais. Seguiram o exemplo paulista seis províncias do nordeste brasileiro (Alagoas, Ceará, Maranhão, Paraíba, Pernambuco e Sergipe).
Sob a vigente ordem constitucional, essa designação é dada ao funcionário público do Poder Executivo municipal, que exerce seu cargo em função de uma legislatura (mandato), sendo para tanto eleito a cada quatro anos, podendo ser reeleito por mais 4 anos (segundo mandato).
Funções
O poder executivo municipal chefia a administração e comanda os serviços públicos, tendo como comandante o prefeito.
A partir da constituição brasileira de 1934, o cargo de prefeito passou a ser o único, em todo o Brasil, ao qual estão atribuídas as funções de chefe do poder executivo do governo local, em simetria aos chefes dos executivos da União e do estado, portanto, em forma monocrática. Este texto quer dizer que deverá haver harmonia e integração de ação entre as esferas envolvidas sem a intervenção de uma na outra, exceto nos casos previstos na Constituição Federal.
Eleições
O prefeito é eleito por sufrágio universal, secreto, direto, em pleito simultâneo em todo o País, realizado a cada quatro anos, no primeiro domingo de outubro.
E trinta dias após tem lugar o segundo turno, se o eleito em primeiro lugar não atingir 50% dos votos válidos mais um voto, no caso de municípios com mais de duzentos mil eleitores.
Conforme a legislação eleitoral atual no Brasil para tornar-se elegível, exige-se uma série de requisitos;
- Possuir nacionalidade brasileira ou portuguesa (neste caso, o cidadão português deve se encontrar amparado pelo Estatuto de Igualdade entre Portugueses e Brasileiros),
- Título de eleitor em dia e estar em gozo pleno do exercício dos direitos políticos,
- Domicilio eleitoral na circunscrição na qual o candidato se apresenta,
- Filiação partidária,
- Ser alfabetizado (tópico invalidado pela atual constituição brasileira de 1988),
- Desincompatibilização de cargo público — Se ocupa um cargo público deve sair seis meses antes das eleições e voltar caso possa só após seis meses ao pleito eleitoral,
- Renúncia de outro mandado até seis meses antes do pleito e não ser parente afim ou consangüíneo, até segundo grau, ou cônjuge de titular de cargo eletivo; pode, entretanto, ser candidato à reeleição (artigo 14 da Constituição),
- Ter idade mínima de 21 anos.

## Lista
| N° | Nome                                          | Imagem                | Partido               | Início do mandato       | Fim do mandato                          | Observações                                                       | Ref.                 |
| -- | --------------------------------------------- | --------------------- | --------------------- | ----------------------- | --------------------------------------- | ----------------------------------------------------------------- | -------------------- |
| 1  | Francisco Vasconcelos Costa                   |                       | PRF                   | 10 de setembro de 1922  | 7 de abril de 1924                      | Primeiro prefeito                                                 |                      |
| —  | Augusto Lourenço da Cunha                     |                       | PRF                   | 8 de abril de 1924      | 10 de junho de 1924                     | Prefeito interino                                                 |                      |
| 2  | Antonio Anastácio Novellino                   |                       | PRF                   | 11 de junho de 1924     | 14 de novembro de 1926                  | Prefeito nomeado pelo Interventor Federal                         |                      |
| 3  | Francisco Ribeiro Massa                       |                       | PRF                   | 15 de novembro de 1926  | 30 de dezembro de 1927                  | Prefeito nomeado pelo Interventor Federal                         |                      |
| 4  | Augusto Lourenço da Cunha                     |                       | PRF                   | 31 de dezembro de 1927  | 1° de dezembro de 1929                  | Prefeito nomeado pelo Interventor Federal                         |                      |
| 5  | Augusto Tinoco                                |                       | PRF                   | 2 de dezembro de 1929   | 17 de outubro de 1930                   | Prefeito nomeado pelo Interventor Federal                         |                      |
| —  | Florismundo Batista Machado                   |                       | PRF                   | 18 de outubro de 1930   | 23 de dezembro de 1930                  | Prefeito interino                                                 |                      |
| 6  | Mário Ribeiro Cantarino                       |                       | AL                    | 24 de dezembro de 1930  | 7 de fevereiro de 1934                  | Prefeito nomeado pelo Interventor Federal                         |                      |
| 7  | Antonio Carneiro Santiago                     |                       | PRD                   | 8 de fevereiro de 1934  | 12 de maio de 1935                      | Prefeito nomeado pelo Interventor Federal                         |                      |
| 8  | Antonio Anastácio Novellino                   |                       | PP                    | 13 de maio de 1935      | 17 de outubro de 1936                   | Prefeito nomeado pelo Interventor Federal                         |                      |
| 9  | Mário de Azevedo Quintanilha                  |                       | PPR                   | 18 de outubro de 1936   | 11 de dezembro de 1937                  | Prefeito nomeado pelo Interventor Federal                         |                      |
| 10 | Adolpho Beranger Júnior                       |                       | PPR                   | 12 de dezembro de 1937  | 2 de outubro de 1939                    | Prefeito nomeado pelo Interventor Federal                         |                      |
| —  | Victor Nunes da Rocha                         |                       | PP                    | 3 de outubro de 1939    | 1° de novembro de 1939                  | Prefeito interino                                                 |                      |
| —  | Adolpho Beranger Júnior                       |                       | PSD                   | 2 de novembro de 1939   | 17 de agosto de 1944                    | Prefeito nomeado pelo Interventor Federal                         |                      |
| —  | Domingos Ribeiro Bonifácio                    |                       | PSD                   | 18 de agosto de 1944    | 22 de agosto de 1944                    | Prefeito interino                                                 |                      |
| —  | Francisco de Paula Paranhos                   |                       | PSD                   | 23 de agosto de 1944    | 26 de abril de 1945                     | Prefeito nomeado pelo Interventor Federal                         |                      |
| —  | Domingos Ribeiro Bonifácio                    |                       | PSD                   | 27 de março de 1945     | 1° de abril de 1945                     | Prefeito interino                                                 |                      |
| —  | João Almeida Barbosa                          |                       | PDC                   | 2 de abril de 1945      | 26 de janeiro de 1946                   | Prefeito nomeado pelo Interventor Federal                         |                      |
| —  | Francisco de Paula Paranhos                   |                       | PSD                   | 27 de janeiro de 1946   | 5 de março de 1947                      | Prefeito nomeado pelo Interventor Federal                         |                      |
| —  | Domingos Ribeiro Bonifácio                    |                       | PSD                   | 6 de março de 1947      | 10 de março de 1947                     | Prefeito interino                                                 |                      |
| —  | Edílson Duarte Professor Edílson Duarte       |                       | PTB                   | 11 de março de 1947     | 14 de outubro de 1947                   | Prefeito nomeado pelo Interventor Federal                         | [ 2 ]                |
| 11 | Francisco de Paula Paranhos                   |                       | PSD                   | 15 de outubro de 1947   | 30 de janeiro de 1951                   | Prefeito eleito em sufrágio universal                             |                      |
| 12 | Aracy da Costa Machado                        |                       | PSP                   | 31 de janeiro de 1951   | 21 de março de 1954                     | Prefeito eleito em sufrágio universal                             | [ 3 ]                |
| —  | Eugênio Ribeiro dos Santos                    |                       | PSD                   | 22 de março de 1954     | 11 de dezembro de 1954                  | Presidente da Câmara de Vereadores no cargo de titular            |                      |
| —  | Aracy da Costa Machado                        |                       | PSP                   | 12 de dezembro de 1954  | 30 de janeiro de 1955                   | Prefeito eleito em sufrágio universal                             |                      |
| 13 | Nicanor Pereira Couto                         |                       | PSD                   | 31 de janeiro de 1955   | 2 de novembro de 1958                   | Prefeito eleito em sufrágio universal, falecido durante o mandato | [ 4 ]                |
| —  | Eugênio Ribeiro dos Santos                    |                       | PSD                   | 3 de novembro de 1958   | 30 de janeiro de 1959                   | Presidente da Câmara de Vereadores no cargo de titular            |                      |
| 14 | Edílson Duarte Professor Edílson Duarte       |                       | PTB                   | 31 de janeiro de 1959   | 30 de janeiro de 1963                   | Prefeito eleito em sufrágio universal                             | [ 2 ]                |
| 15 | Antônio de Macedo Castro                      |                       | PSD                   | 31 de janeiro de 1963   | 30 de janeiro de 1967                   | Prefeito eleito em sufrágio universal                             |                      |
| 15 | Antônio de Macedo Castro                      | ARENA                 |                       | 31 de janeiro de 1963   | 30 de janeiro de 1967                   | Prefeito eleito em sufrágio universal                             |                      |
| 16 | Hermes Barcellos                              |                       | MDB                   | 31 de janeiro de 1967   | 30 de janeiro de 1971                   | Prefeito eleito em sufrágio universal                             |                      |
| 17 | Otime Cardoso dos Santos                      |                       | MDB                   | 31 de janeiro de 1971   | 30 de janeiro de 1973                   | Prefeito eleito em sufrágio universal                             |                      |
| 18 | Antônio de Macedo Castro                      |                       | ARENA                 | 31 de janeiro de 1973   | 31 de janeiro de 1977                   | Prefeito eleito em sufrágio universal                             |                      |
| 19 | José Bonifácio Ferreira Novellino             |                       | MDB                   | 1º de fevereiro de 1977 | 31 de janeiro de 1983                   | Prefeito eleito em sufrágio universal                             |                      |
| 19 | José Bonifácio Ferreira Novellino             | PDT                   |                       | 1º de fevereiro de 1977 | 31 de janeiro de 1983                   | Prefeito eleito em sufrágio universal                             |                      |
| 20 | Alair Corrêa                                  |                       | PMDB                  | 1º de fevereiro de 1983 | 31 de dezembro de 1988                  | Prefeito eleito em sufrágio universal                             |                      |
| 21 | Ivo Ferreira Saldanha                         |                       | PFL                   | 1º de janeiro de 1989   | 31 de dezembro de 1992                  | Prefeito eleito em sufrágio universal                             |                      |
| 22 | José Bonifácio Ferreira Novellino             |                       | PDT                   | 1º de janeiro de 1993   | 31 de dezembro de 1996                  | Prefeito eleito em sufrágio universal                             |                      |
| 23 | Alair Corrêa                                  |                       | PSDB                  | 1º de janeiro de 1997   | 31 de dezembro de 2000                  | Prefeito eleito em sufrágio universal                             | [ 5 ]                |
| 23 | Alair Corrêa                                  | 1º de janeiro de 2001 | PSDB                  | 31 de dezembro de 2004  | Prefeito reeleito em sufrágio universal | [ 6 ]                                                             |                      |
| 23 | Alair Corrêa                                  | 1º de janeiro de 2001 | PTB                   | 31 de dezembro de 2004  | Prefeito reeleito em sufrágio universal | [ 6 ]                                                             |                      |
| 24 | Marcos da Rocha Mendes Marquinho Mendes       |                       | PMDB                  | 1º de janeiro de 2005   | 31 de dezembro de 2008                  | Prefeito eleito em sufrágio universal                             | [ 7 ]                |
| 24 | Marcos da Rocha Mendes Marquinho Mendes       | PSDB                  | 1º de janeiro de 2009 | 31 de dezembro de 2012  | Prefeito reeleito em sufrágio universal | [ 8 ]                                                             |                      |
| 25 | Alair Corrêa                                  |                       | PP                    | 1º de janeiro de 2013   | 31 de dezembro de 2016                  | Prefeito eleito em sufrágio universal                             | [ 9 ]                |
| 26 | Marcos da Rocha Mendes Marquinho Mendes       |                       | PMDB                  | 1º de janeiro de 2017   | 09 de maio de 2018                      | Prefeito eleito em sufrágio universal                             | [ 10 ] [ 11 ]        |
| —  | Aquiles Barreto                               |                       | SD                    | 10 de maio de 2018      | 16 de julho de 2018                     | Prefeito interino                                                 | [ 12 ]               |
| 27 | Adriano Guilherme de Teves Moreno Dr. Adriano |                       | REDE                  | 17 de julho de 2018     | 31 de dezembro de 2020                  | Prefeito eleito em sufrágio universal em eleição suplementar      | [ 13 ] [ 14 ] [ 15 ] |
| 27 | Adriano Guilherme de Teves Moreno Dr. Adriano | DEM                   |                       | 17 de julho de 2018     | 31 de dezembro de 2020                  | Prefeito eleito em sufrágio universal em eleição suplementar      | [ 13 ] [ 14 ] [ 15 ] |
| 28 | José Bonifácio Ferreira Novellino             |                       | PDT                   | 1° de janeiro de 2021   | 17 de julho de 2023                     | Prefeito eleito em sufrágio universal, falecido durante o mandato | [ 16 ]               |
| 29 | Magdala Furtado                               |                       | PL                    | 17 de julho de 2023     | 31 de dezembro de 2024                  | Prefeita interino no cargo de titular                             | [ 17 ]               |
| 29 | Magdala Furtado                               | PV                    |                       | 17 de julho de 2023     | 31 de dezembro de 2024                  | Prefeita interino no cargo de titular                             | [ 17 ]               |
| 30 | Sérgio Luiz Costa Azevedo Filho Dr. Serginho  |                       | PL                    | 1º de janeiro de 2025   | Atualmente                              | Prefeito eleito em sufrágio universal                             | [ 18 ]               |